# Seinhuis

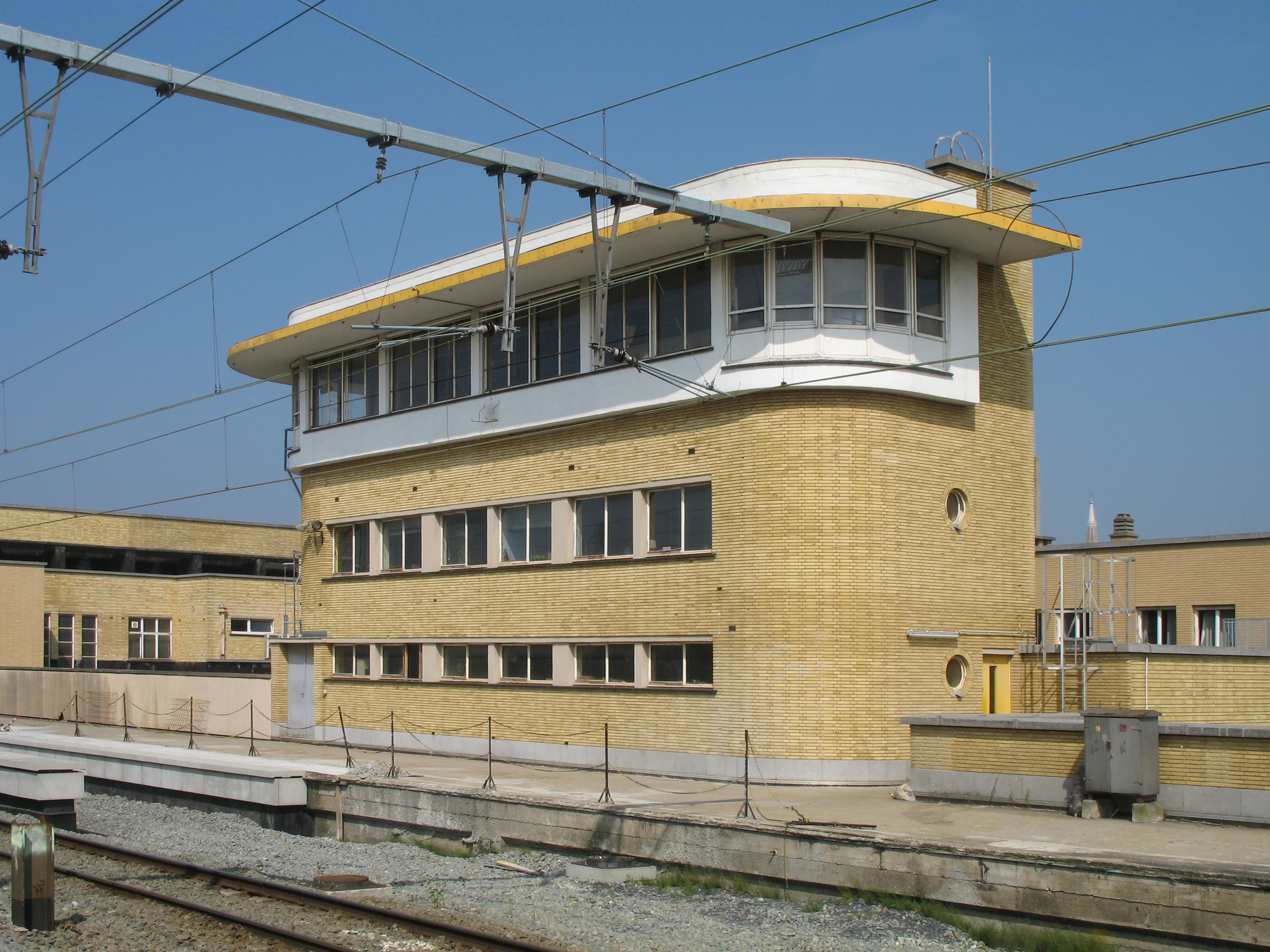
Het voormalige seinhuis van het station Brugge (België), gebouwd in 1939

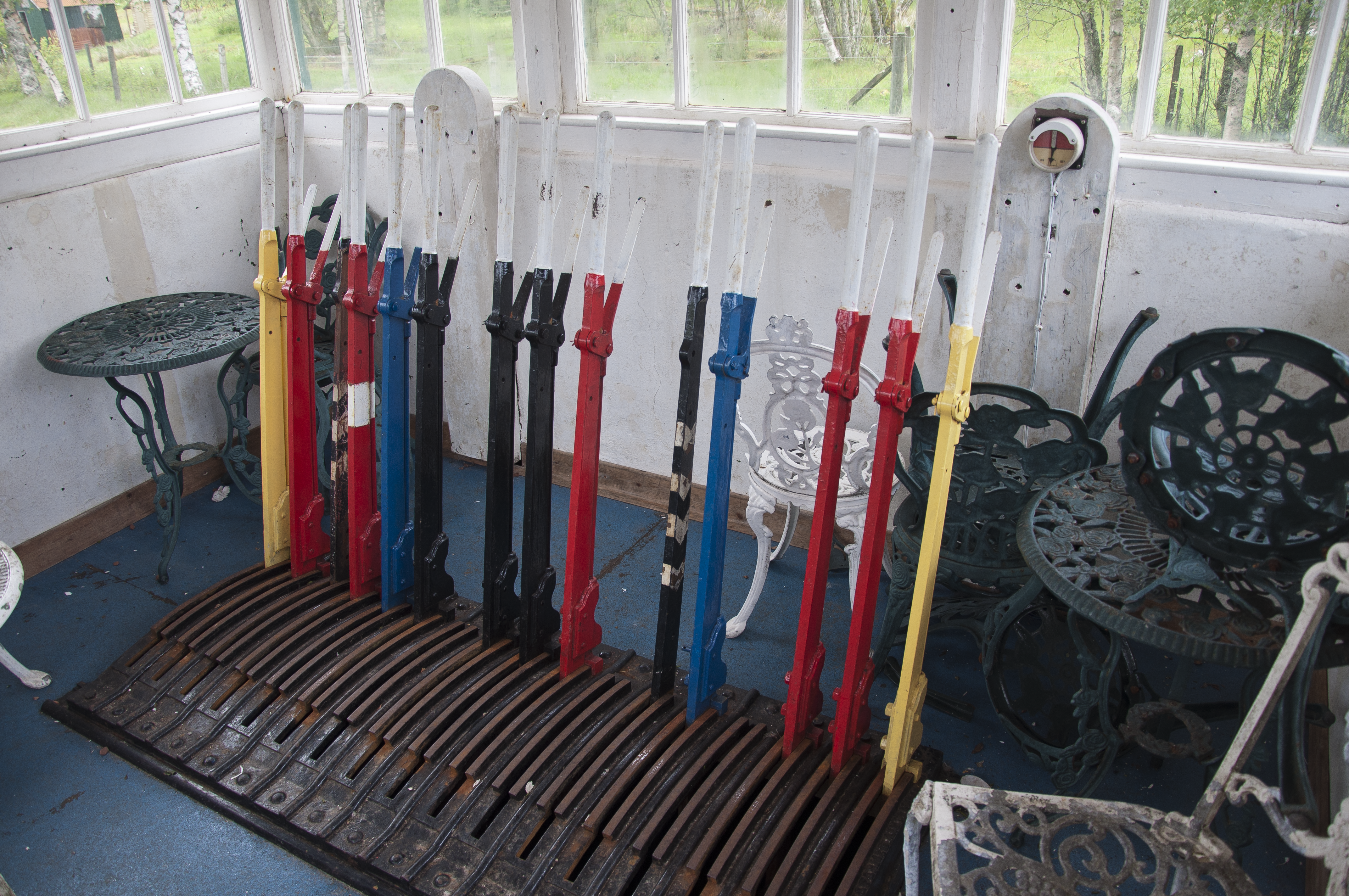
Het seinhuis van Station Rannoch

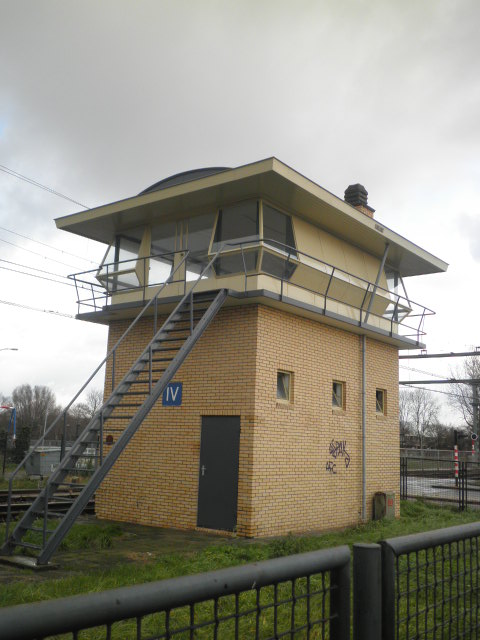
Seinhuis nabij station Alkmaar.

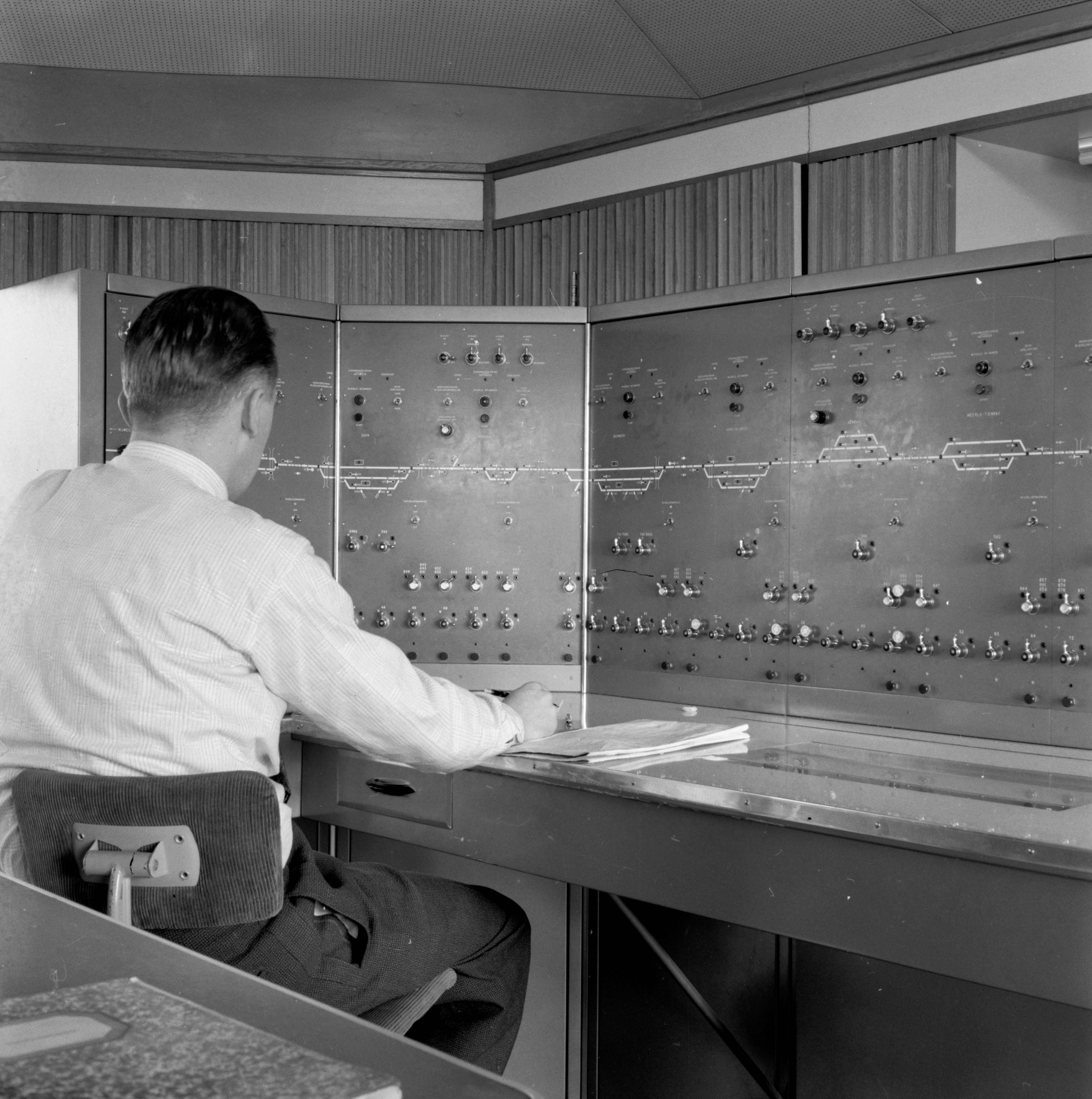
Centrale Verkeersleidingspost CVL te Nijmegen 1961

Een seinhuis of blokpost, tegenwoordig ook vaak verkeersleidingscentrum genoemd, is een gebouw waar spoorwegbeambten het spoorverkeer regelen door het bedienen van seinen, wissels en andere zaken die deel uitmaken van een spoorweg. In de tijd van de klassieke beveiliging was het woord post vaak onderdeel van de benaming, zoals 'seinpost' en 'post T'. De bediening van spoorwegemplacementen wordt altijd beveiligd door vergrendelingen ofwel rijwegbeveiliging. Vergrendelingen maken het onmogelijk om via de bediening gevaarlijke situaties te scheppen.

## Ontwikkeling
In de tijd van de klassieke beveiliging werden vanuit 'posten' een overzienbaar aantal wissels en seinen bediend. Grotere stations werden bediend vanuit twee of drie posten, waarvan de balangrijkste post 'post T' werd genoemd. Later werden grotere stations vanuit één gebouw bediend en ging men spreken van verkeersleidingsposten. Tegenwoordig worden wissels, seinen en andere elementen van een nog groter gebied, met meerdere stations, vanuit één plaats bediend. Men spreekt dan van verkeersleidingscentra waarin de railverkeersleiding gevestigd is. Meerdere treindienstleiders bedienen er alle elementen.

## België
In België is spoorwegbeheerder Infrabel bezig aan een concentratieplan. Sinds eind 2006 is er op nationaal niveau één verkeersgeleidingcentrum ('Traffic Control'). Vanaf 2005 wordt het aantal seinhuizen teruggebracht van 368 tot 31, met 11 plaatselijke seinhuizen die bewaard blijven, maar op afstand bediend kunnen worden. Eind 2008 waren al enkele controlecentra met geïnformatiseerde seinsturing in dienst (Brugge, Luik, Namen, Mol, Nijvel) en was het totale aantal al gereduceerd tot 269. Begin 2018 was het aantal posten (EBP, AR en mechanisch) gedaald tot zo'n 45. In 2022 was het concentratieplan voltooid waardoor er nog 10 EBP-gestuurde seinhuizen overbleven. Met de sluiting van Blok 6 in Aarschot in 2023 werd de laatste Al-Relaisblokpost afgeschaft, waardoor het volledige spoornet in elektronische inklinking is opgenomen.

## Nederland
Het Nederlandse spoorwegnet wordt grotendeels bediend vanuit twaalf posten in Alkmaar, Amsterdam, Arnhem, Den Haag, Eindhoven, Groningen, Maastricht, Roosendaal, Rotterdam en Rotterdam Goederen (Kijfhoek), Utrecht en Zwolle. Met de bouw van een nieuwe post in Barendrecht zullen de posten van Rotterdam en de Kijfhoek gesloten worden.